# Diplophoenicus alluaudi
Diplophoenicus alluaudi is een keversoort uit de familie Cebrionidae. De wetenschappelijke naam van de soort is voor het eerst geldig gepubliceerd in 1895 door Candèze.